# Willi Kurtz
Willi Kurtz (* 7. April 1892 in Diedenhofen; † Juli 1974) war ein deutscher Zeitungsverleger.

## Leben
Kurtz machte eine praktische Lehre in Druckerei und Verlag der Lothringer Post. Nach einem Volontariat 1911 in Luzern arbeitete er im Ausland als Techniker für Druckereien. Kurtz nahm von 1915 bis 1918 am Ersten Weltkrieg teil und arbeitete anschließend von 1919 bis 1926 als Redakteur bei einer liberalen Zeitung in Bayern, während dieser Zeit legte er auch 1923 seine Meisterprüfung in München ab.
Von 1926 bis 1930 war Kurtz Verlagsdirektor bei der Dr. Kirsch AG in Aschaffenburg, die den Beobachter am Main herausgab. 1930 übernahm er die Verlagsleitung des Coburger Tageblattes. 1940 erhielt Kurtz, Anhänger des Nationalsozialismus, das Angebot, in gleicher Position zum neugegründeten Besatzungsblatt Deutsche Zeitung in Norwegen zu wechseln, und nahm dieses an. Während der Vorbereitungen erhielt er persönlich seine Anweisungen durch Reichskommissar Josef Terboven und dem Reichsleiter für die Presse Max Amann. Zugegen war auch Amanns Untergebener Rolf Rienhardt, der den Europa-Verlag, ein Tochterunternehmen von Amanns Franz-Eher-Verlag, leitete, dessen Teil die neue Zeitung wurde. Kurtz blieb bis 1942 bei der Deutschen Zeitung und verließ Norwegen anschließend wieder.
Nach seiner Rückkehr nach Deutschland war Kurtz Mitgründer einer Tageszeitung. Im Anschluss an den Zweiten Weltkrieg war er als Berater bei Pachtverhandlungen zwischen Alt- und Neuverlegern und seit 1949 wieder in Coburg als Verlagsdirektor und Mitherausgeber der Neuen Presse tätig. 1964 erwarb er von August Steeger dessen Anteile an der Bayreuther Tageszeitung Fränkische Presse.
Kurtz war verheiratet und hatte ein Kind.